# Dojang

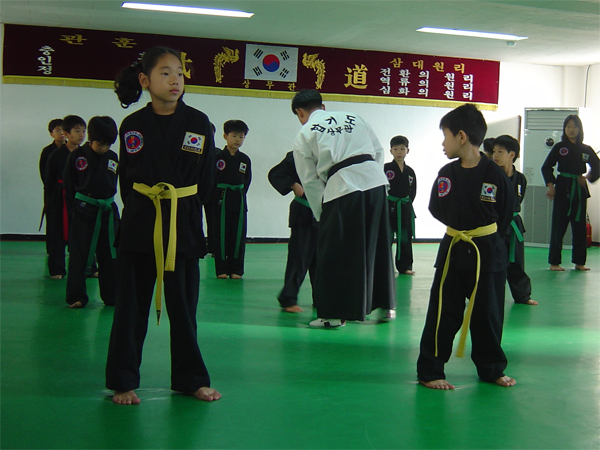
Typowa sala dojang

Dojang — sala treningowa w koreańskich sztukach walki. Odpowiednikiem tej nazwy w japońskich sztukach walki jest dojo zaś w chińskich – kwoon.